# Kościół Matki Boskiej Szkaplerznej w Okalewie
Kościół Matki Boskiej Szkaplerznej w Okalewie – rzymskokatolicki kościół parafialny należący do diecezji płockiej, zlokalizowany we wsi Okalewo w powiecie rypińskim (województwo kujawsko-pomorskie). Funkcjonuje przy nim parafia Matki Boskiej Szkaplerznej.

## Historia i architektura

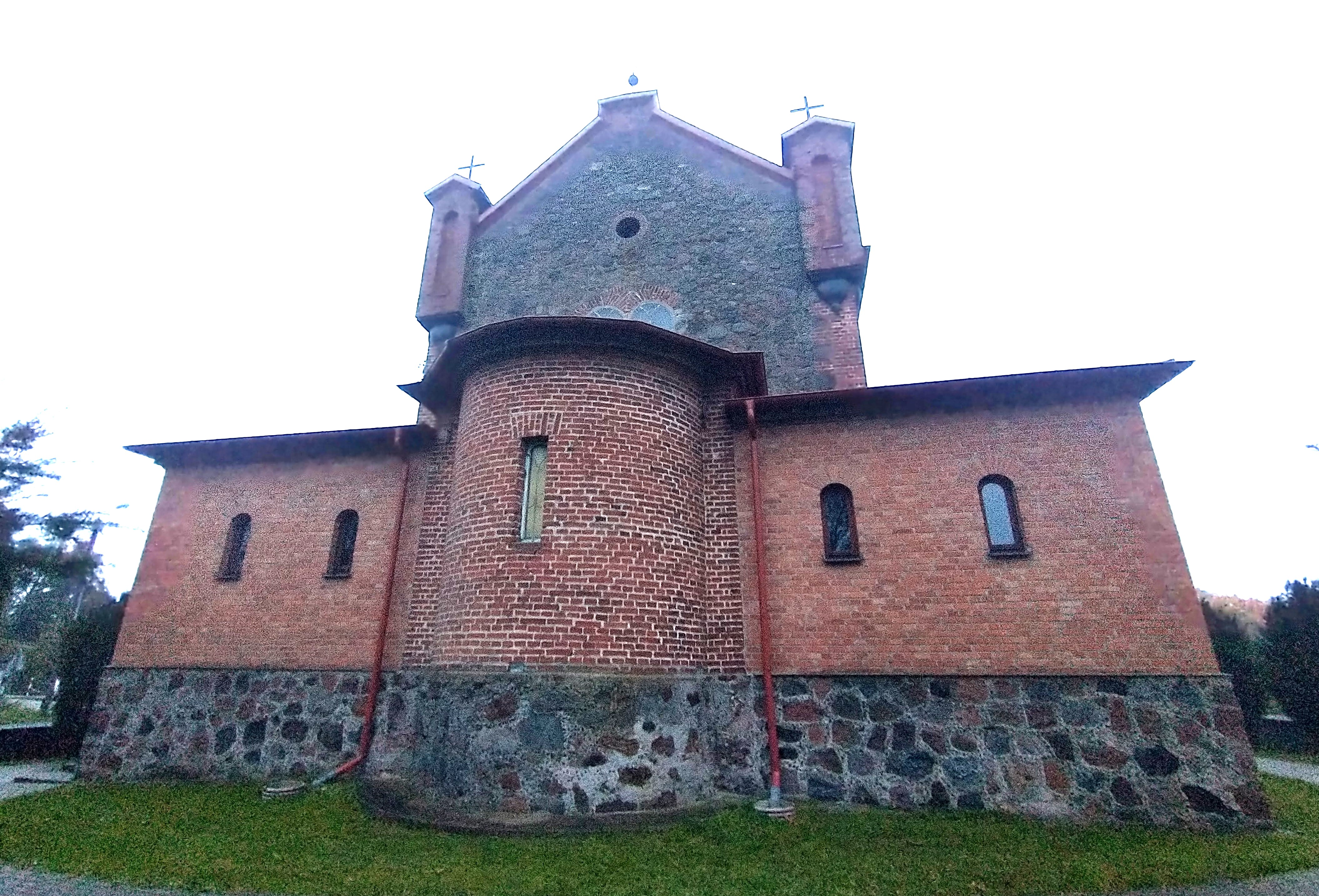
Widok od prezbiterium

Obiekt powstał jako kaplica dworska w majątku należącym do dziedzica Ignacego Chełmickiego. Wzniesiono go w 1846 na planie krzyża greckiego. Reprezentuje styl neoromański. Podczas II wojny światowej okupant niemiecki zamienił kaplicę na magazyn, jednak po zakończeniu wojny przywrócono mu funkcję religijną.
Od 2 grudnia 1973 kaplica stała się kościołem parafialnym. Od 1977 przeprowadzano gruntowne prace remontowe połączone z rozbudową budynku. Wykonano wówczas nowe ławki dębowe i malaturę, a także wstawiono witraże. 27 września 1981 biskup Bogdan Marian Sikorski dokonał konsekracji kościoła. W latach 1984–1985 wybudowano kamienne ogrodzenie, a w 1999 założono ogrzewanie. W 2002 wykonano marmurową posadzkę, a w 2012 nowy dach.
Do wyposażenia świątyni należy m.in. pochodzący z XVIII wieku krucyfiks ludowy, jak również relikwie św. Faustyny Kowalskiej (sprowadzone w 2004) oraz św. Jana Pawła II (sprowadzone w 2012).
Z lokalnej parafii pochodzi misjonarz w Kongo, pallotyn, ksiądz Piotr Kalinowski.